# Jaime Garzón
Jaime Hernando Garzón Forero (Bogotá, 24 de outubro de 1960 - Bogotá, 13 de agosto de 1999) foi um comediante, jornalista, político e ativista da paz colombiano. Ele era popular na televisão colombiana durante a década de 1990 por sua sátira política única. Além de seu trabalho na televisão, também atuou como negociador de paz na libertação de reféns da guerrilha das FARC. Ele foi assassinado em 1999 por pistoleiros paramilitares de direita, com suposto apoio de militares e serviços de segurança colombianos, segundo depoimentos de ex-comandantes paramilitares.

## Vida
Jaime Garzón nasceu em Bogotá em 24 de outubro de 1960. Estudou direito e ciências políticas na Universidade Nacional da Colômbia, mas seu envolvimento ativo na política e na televisão não o permitiu terminar. Garzón era um ávido torcedor do Millonarios FC, um clube de futebol com sede em sua cidade natal, Bogotá, na Colômbia.

### Presidente da Câmara Municipal de Sumapaz
Garzón juntou-se à campanha política de Andrés Pastrana Arango para prefeito de Bogotá. Depois de vencer as eleições, Pastrana o nomeou prefeito de Sumapaz, uma localidade rural subdesenvolvida do distrito, em 1988. Garzón tentou melhorar o padrão de vida em Sumapaz. Em um ano, criou um posto de saúde, melhorou a escola e asfaltou a única rua da cidade.
Mas sua originalidade não foi bem vista pela administração central de Pastrana. Instado em um telegrama a informar o número de bordéis legais em Sumapaz, ele respondeu: "Depois de uma inspeção visual, informo que aqui as únicas putas são as FARC", uma resposta sarcástica típica de seu senso de humor negro. Essa resposta e outras excentricidades, levou à conclusão pela administração central de que ele havia fundado um bordel em Sumapaz. O secretário municipal de governo, Volmar Pérez Ortiz, assinou sua destituição. Por esta razão, Garzón processou a administração de Pastrana; o caso foi decidido a seu favor apenas em 1997.
Entre 1990 e 1994 trabalhou na Casa de Nariño durante a presidência de César Gaviria. Auxiliou nas traduções da nova Constituição colombiana de 1991 para as línguas indígenas e como assessor presidencial em comunicações.

## Carreira

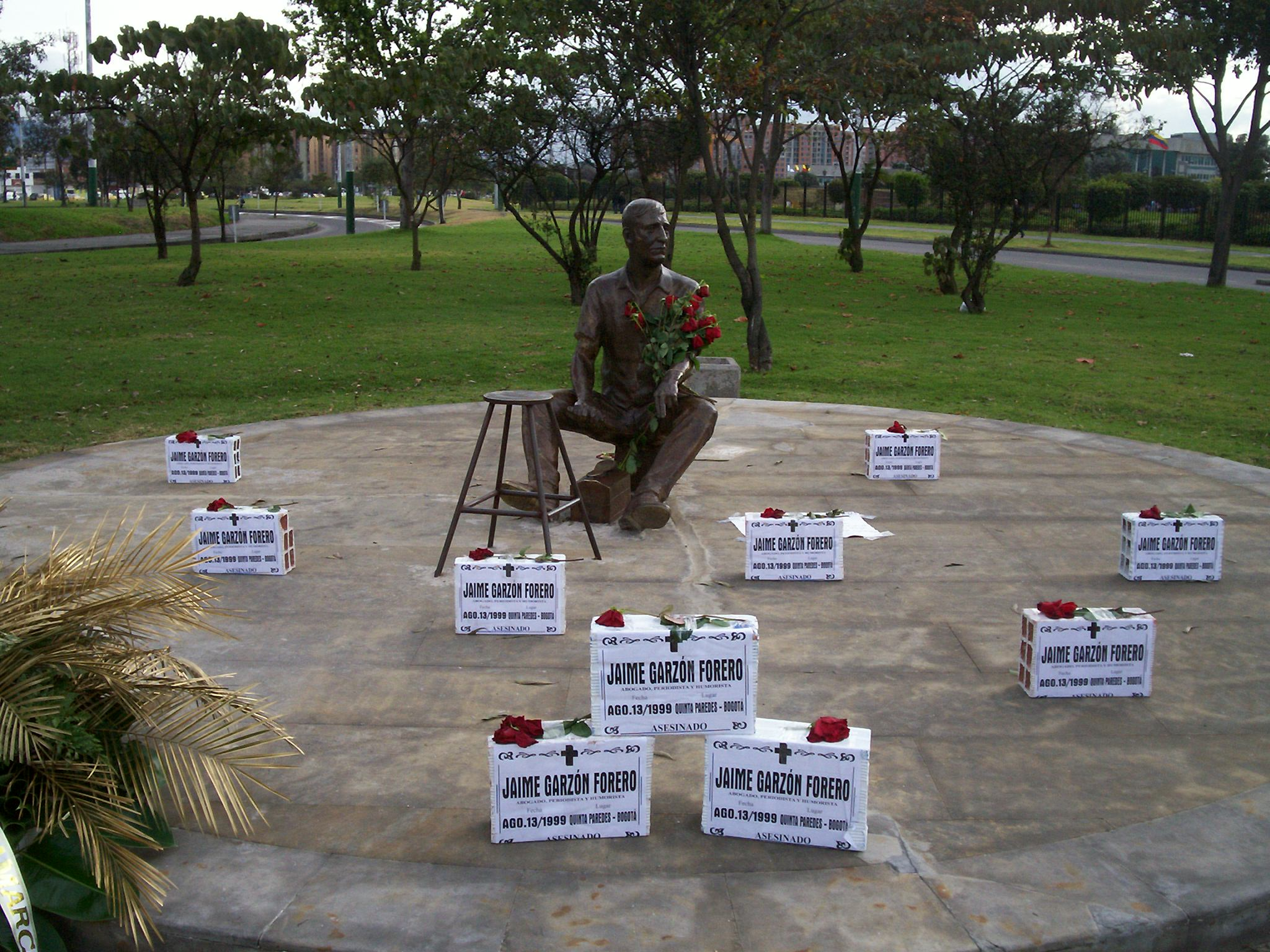
Jaime Garzon em um personagem fictício "Heriberto de la Calle", monumento instalado em Bogotá.

Em 1987, o diretor do Noticiero de las 7, Antonio Morales Riveira, soube da fama do prefeito de Sumapaz em imitar políticos. Ele trouxe Garzón para o noticiário; foi a primeira vez que ele apareceu na televisão. 
Ele trabalhou em várias paródias de televisão, tornando-se famoso com o programa de TV Zoociedad ('Zoociedade') na década de 1990, que continha humor sobre a sociedade materialista e a política. Garzón então começou a trabalhar em um programa chamado ¡Quac! El Noticero, colaborando com o ator Diego León Hoyos até 1997.
Garzón criou muitos personagens fictícios instantaneamente reconhecíveis. Um deles era "Heriberto de la Calle". Heriberto era um engraxate que entrevistava diversas personalidades, inclusive políticos.

## Ativista pela paz
Em 23 de março de 1998, 200 guerrilheiros das FARC sequestraram 32 pessoas na estrada Villavicencio – Bogotá. Entre os reféns estavam quatro cidadãos americanos e um italiano.
Em 27 de março, uma comissão, com autorização do czar antissequestro José Alfredo Escobar e liderada por Garzón, permitiu a libertação de nove dos reféns. 
Em 6 de maio de 1998, o general Jorge Enrique Mora Rangel, comandante do Exército Colombiano, pediu publicamente a Escobar que investigasse Garzón por sua participação na libertação dos reféns. Em 4 de junho, Escobar defendeu o papel de Garzón na libertação dos reféns como uma missão humanitária. Garzón tentou marcar um encontro com o general Mora Rangel, mas não foi aceito. O jornalista enviou um telegrama aos militares onde dizia: "General, não procure inimigos entre os colombianos que arriscam a vida todos os dias para construir uma nação orgulhosa como eu quero e como você está lutando." 
Em maio de 1999, Garzón disse em um coquetel na presença de algumas personalidades, entre elas o Embaixador dos Estados Unidos, que o General Mora o acusava de ser colaborador das FARC. 
Em 25 de maio de 1999, a senadora Piedad Córdoba foi sequestrada pelo grupo paramilitar de Carlos Castaño, e foi acusada por ele de ser colaborador da guerrilha. Segundo o senador Córdoba, Castaño também mencionou Garzón. Assim que foi liberada, ela conheceu o jornalista e o alertou sobre o perigo. 
A participação no processo de libertação dos reféns das FARC e a intenção de promover um diálogo de paz lhe renderam muitas ameaças, mas as mais marcantes foram as de Castaño. 

## Assassinato
Na terça-feira, 10 de agosto de 1999, Garzón visitou o líder paramilitar Ángel Gaitán Mahecha, que se encontrava no Presídio Modelo de Bogotá com a intenção de marcar um encontro com Carlos Castaño. A reunião seria realizada em 14 de agosto no departamento de Córdoba. 
Na quarta-feira, 11 de agosto, Garzón disse à esposa e a uma maquiadora que seria morto no dia seguinte. 
Na sexta-feira, 13 de agosto, às 5h45, horário local, Garzón se aproximava da estação Radionet de Bogotá em seu Jeep Cherokee cinza. Quando ele estava virando para o sul vindo da rua 26 no bairro Quinta Paredes, em frente a Corferias, dois homens em uma motocicleta branca em alta velocidade com placas ocultas se aproximaram do carro e chamaram seu nome, depois atiraram ele cinco vezes. Ele tinha 38 anos. 
A notícia se espalhou rapidamente, pois seus próprios colegas da Radionet foram os primeiros a dar a notícia à Colômbia. Centenas de pessoas saíram às ruas. O trânsito de veículos piorou quando uma ponte de pedestres caiu sobre a Rodovia Norte, próximo à Rua 122, porque um grupo de pessoas errou ao pensar que o enterro passaria pelo local. Três pessoas morreram e 30 ficaram feridas.
Naquela noite de sexta-feira, o apresentador esportivo César Augusto Londoño do Noticiero CM& teve que apresentar uma nota fúnebre a Heriberto de la Calle, um dos personagens de seu companheiro assassinado. Ele apresentou a nota dizendo: "isso é tudo para esportes... País de merda!".
Em 5 de fevereiro de 2021, o tribunal confirmou a sentença de 26 anos contra o ex-vice-diretor da ADS, José Miguel Narváez, pelo assassinato de Jaime Garzón após mais de 21 anos do crime.

## Investigação
Segundo o juiz Julio Roberto Ballén Silva, as AUC reagiram contra seu envolvimento nas negociações para a libertação de reféns guerrilheiros em nome de seus familiares. Existem várias versões do que aconteceu nos dias que antecederam seu assassinato. Em uma delas Garzón foi informado de uma ordem para assassiná-lo; ele então contatou Castaño, que agendou um encontro com ele para o dia seguinte ao seu assassinato e enviou uma contra-ordem para abortar o assassinato. A ordem aparentemente nunca chegou aos verdadeiros assassinos ou veio depois que era tarde demais. Isso levou alguns a especular que a reunião era uma armadilha.
Uma investigação conduzida pelo programa de TV Contravía dirigido por Holman Morris fornece evidências da participação de agentes do Departamento Administrativo de Segurança (DAS, então agência de inteligência do estado) no emprego de falsas testemunhas para fazer com que a investigação se afaste dos fatos reais. Da mesma forma, o líder paramilitar Freddy Rendón Herrera, também conhecido como "El Alemán", acusou membros das forças militares de serem os autores intelectuais do assassinato.

### Castaño é acusado de ser o mandante do crime
Em 13 de setembro de 1999, as autoridades reagiram prontamente para garantir a prisão dos assassinos do jornalista. Quatro pessoas participaram das primeiras investigações como principais testemunhas do crime: María Amparo Arroyave Mantilla, Wilson Llano Caballero vulgo El Profe, Maribel Pérez Jiménez e Wilson Raúl Ramirez Muñoz. 
Embora a hora do crime fosse muito cedo e María Amparo Arroyave estivesse no 4º andar de um edifício (localizado a 100 metros do local do assassinato) e os dois assassinos usassem capacetes, ela pôde dar uma descrição detalhada de um do rosto e das roupas dos assassinos. 
Em 19 de agosto de 1999, em resposta à sugestão de um jornalista, que havia afirmado que a responsabilidade pelo crime de Garzón recaía sobre os superiores militares, o Ministro da Defesa, Luis Fernando Ramírez, junto com vários comandantes do Exército Nacional, fez uma declaração pública. Nela, anunciaram que tal sugestão era difamatória e que rejeitavam e condenavam o crime de um dos melhores jornalistas do final do século, o melhor humorista e o mais contundente crítico da sociedade colombiana das últimas décadas.
Em 6 de janeiro de 2000, a Polícia de Medellín prendeu Juan Pablo Ortiz Agudelo, conhecido como Bochas, que, segundo o Departamento Administrativo de Segurança , foi o assassino que disparou contra Garzón e foi reconhecido por María Amparo Arroyave. 
Em 24 de abril, Carlos Castaño , principal líder das AUC, foi formalmente acusado de ser o mandante do crime. Em 6 de junho, ele foi declarado réu ausente. 
Em 24 de setembro de 2001, a Polícia prendeu Edilberto Antonio Sierra Ayala em Belén de Umbría sob a acusação de ser o outro criminoso que dirigia a motocicleta. 
Em 3 de janeiro de 2002, o tribunal oficializou o encerramento do processo. Portanto, um pedido da parte cível para rever o caso foi ignorado pelo tribunal. 

### Denúncias de manipulação da investigação
Em 21 de janeiro de 2000, a Procuradoria Geral da República foi a primeira entidade a questionar a veracidade do depoimento de María Teresa Arroya Montoya. A Procuradora ordenou então uma vistoria cuidadosa no local de onde ela alegou ter presenciado o crime.  Segundo o advogado Alirio Uribe Muñoz, a Procuradora concluiu que era impossível observar os detalhes dos assassinos desde o lugar que ela alegou ter visto o crime. Além disso, o Procurador encontrou várias contradições em sua descrição e algumas coincidências com outras testemunhas, que por acaso estavam mais próximas do local do crime; nenhum deles conseguia se lembrar dos rostos dos assassinos, porque eles eram muito rápidos. No entanto, nenhuma dessas inconsistências havia sido examinada nos autos. Arroyave Montoya então desapareceu  e foi contatado pelo agente do DAS, Juan Ángel Ramírez García, a quem a Procuradoria Geral da República não permitiu sua investigação.
Em outubro de 2002, Repórteres Sem Fronteiras e Dâmocles Vermelhos também questionaram a veracidade do depoimento de Wilson Llano Caballero, que também foi considerado uma testemunha-chave durante a primeira investigação e foi apresentado como informante do DAS: Ele forneceu fotos e informações sobre os supostos assassinos, vulgo “Bochas” e “Toño”, e convenceu sua namorada, Maribel Pérez Jiménez, e seu vizinho, Wilson Raúl Ramírez, a se declarar contra os dois suspeitos.

### Confissões de líderes paramilitares
Em 11 de março de 2004, o juiz Julio Roberto Ballén Silva absolveu os dois supostos assassinos do jornalista. A sentença permitiu a abertura de inquérito aos agentes, funcionários e falsas testemunhas do primeiro processo.  O tribunal concluiu mais uma vez que Carlos Castaño foi o mandante do crime, portanto Castaño foi condenado a 38 anos de prisão e multado em 790 milhões de pesos. No entanto, em abril do mesmo ano, Castaño foi morto provavelmente por disputas entre os mesmos paramilitares.
Em 9 de maio de 2008, o ex-líder paramilitar Diego Fernando Murillo, conhecido como Don Berna, disse que membros da quadrilha criminosa La Terraza de Medellín, que servia a Carlos Castaño, eram os assassinos de Garzón. 
Em junho de 2008, o líder paramilitar Jorge Iván Laverde, conhecido como El Iguano, declarou perante a Lei de Justiça e Paz que o ex-subdiretor do DAS, José Miguel Narváez, instigou Carlos Castaño a matar Jaime Garzón. Um mês depois, em julho, outro ex-integrante paramilitar, Ever Veloza García, conhecido como HH, deu um pen drive que pertencia a Carlos Castaño ao Procurador-Geral e disse que o USB continha evidências de que Castaño ordenou que a quadrilha La Terraza assassinasse Jaime Garzón. Além disso, Veloza disse que Castaño havia dito, em várias ocasiões, que o crime de Garzón foi um erro e que "foi realizado para fazer um favor a alguns amigos do Exército Nacional". 
Em outubro de 2009, o ex-líder paramilitar Freddy Rendón Herrera, conhecido como "El Alemán", disse ao processo de Justiça e Paz que Carlos Castaño havia ordenado o assassinato do jornalista sob "pedido específico de altos líderes militares da época ".

## Cultura popular
- Garzón é retratado pelo ator colombiano Santiago Alarcón na telenovela baseada em sua vida, Garzón vive.
- Na série de TV Três Caines, é retratado como 'Jairo García' pelo ator colombiano José Manuel Ospina.